# Кислородное оборудование

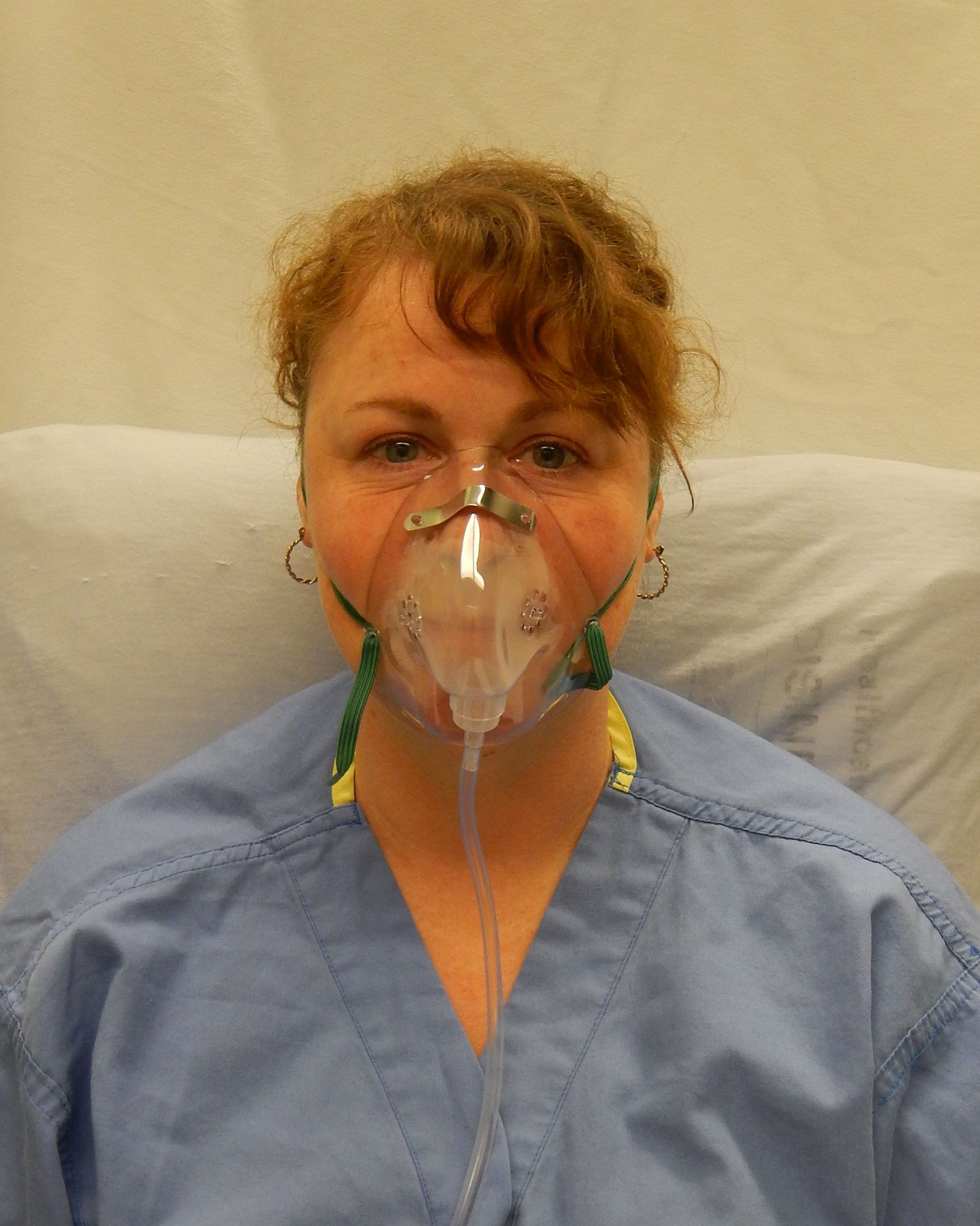
Медицинская кислородная маска применяемая в оксигенотерапии

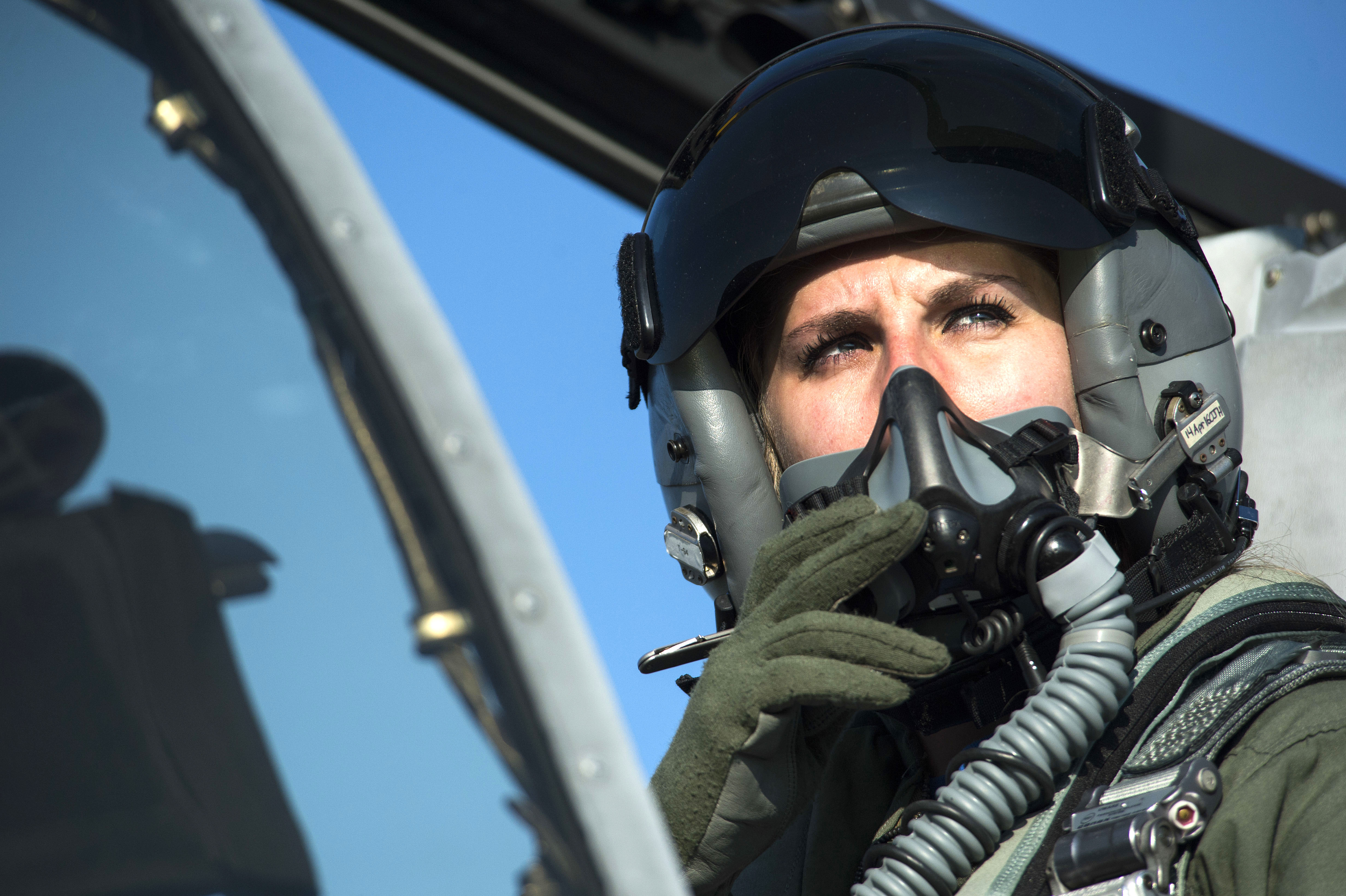
Кислородная маска пилота реактивного военного самолёта

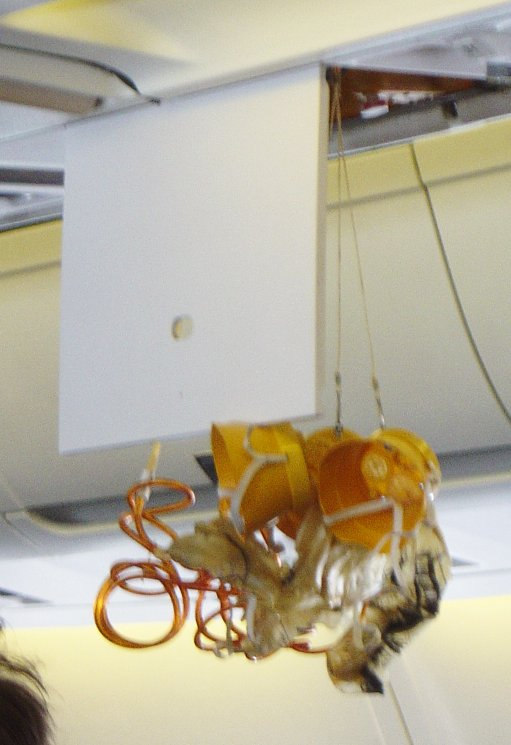
Аварийные кислородные маски для пассажиров реактивного пассажирского самолёта

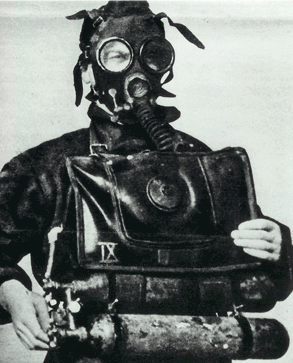
Дыхательная маска противогаза изолирующего типа

Кислородное оборудование в авиации — комплекс средств для защиты экипажа, пассажиров и других лиц, участвующих в полёте, от кислородной недостаточности, связанной с пониженным парциальным давлением кислорода во вдыхаемом воздухе при низком давлении в кабине, а также от воздействия продуктов сгорания в случае пожара а также используется в медицине.

## Назначение
Основной задачей систем кислородного питания является поддержание парциального давления кислорода на уровне, обеспечивающем нормальную жизнедеятельность человека на всех режимах полёта и в аварийных ситуациях. При постоянном процентном содержании кислорода в атмосфере, составляющем 21 %, с подъёмом на высоту парциальное давление кислорода будет уменьшаться. Чтобы обеспечить нормальное парциальное давление 150 мм рт. ст, необходимо увеличивать процентное содержание кислорода в зависимости от высоты в кабине (под высотой в кабине понимают барометрическую высоту, соответствующую давлению воздуха в кабине — см. Система кондиционирования воздуха (авиация)). Нормальное парциальное давление можно обеспечить только до высот в кабине, равных 10 км и парциальное давление не ниже допустимого (98 мм рт. ст.) до высоты 12 км. Если произошла разгерметизация кабины на высоте более 12 км, то подача 100 % кислорода для дыхания не решает проблемы — необходимо подавать кислород под давлением. Однако, при избыточном давлении более 40 мм рт. ст. в организме нарушается процесс поглощения кислорода и удаления углекислоты. Для предотвращения этого явления на тело человека создаётся внешнее противодавление. Противодавление создаётся или механическим обжатием, или пневматическим, или комбинированным.
При разгерметизации кабины во избежание баротравмы лёгких необходимо сначала создать давление на тело, а затем, с задержкой 1-2 сек, для свободного выхода расширяющихся в лёгких газов, создать избыточное давление кислорода в дыхательном тракте.
При полётах на высоте до 12 км применяются кислородные маски. При полётах на высоте более 12 км экипаж применяет маски с высотно-компенсирующими костюмами (ВКК) или скафандры.

## Устройство
Кислород на летательном аппарате хранится в жидком или газообразном состоянии. Газообразный медицинский кислород находится в шарообразных баллонах типа УБШ под давлением 150—200 кгс/см². Жидкий кислород хранится на самолёте в кислородных газификаторах, устроенных по типу сосудов Дьюара (КПЖ-30, СКГ-30 и др.). Жидкий кислород имеет преимущество перед газообразным, так как из 1 литра жидкого кислорода получается примерно 800 литров газообразного, но при его хранении возникают большие потери на испарение и требуется ежедневная перезаправка газификаторов. На современных летательных аппаратах может быть установлена бортовая кислорододобывающая станция, обеспечивающая автономность в данном вопросе от наземных служб.
Кислород через редукторы подаётся на регуляторы подачи. Регуляторы подачи бывают двух типов — непрерывной подачи и прерывной (лёгочные автоматы). Последние подают кислород только при вдохе. Изменение процентного содержания кислорода во вдыхаемой смеси осуществляется регулятором подачи, работающем совместно с автоматом подсоса воздуха.
В снаряжение лётчика обычно входит кислородная маска (КМ), одеваемая на защитный шлем (ЗШ), или гермошлем (ГШ) и высотно-компенсирующий костюм (ВКК). ВКК, помимо обжатия тела при помощи специального натяжного устройства, ещё обжимает нижнюю часть тела при перегрузках (противоперегрузочное устройство).
При возникновении задымления в кабине (пожара) экипажу рекомендуется переходить на дыхание чистым кислородом для предотвращения попадания продуктов горения в лёгочный тракт.
При катапультировании кислород для дыхания поступает из парашютного кислородного прибора, состоящего из баллончика с кислородом и редуктора, расположенного в чашке кресла. При выходе кресла отсоединяется объединённый разъём коммуникаций (ОРК), закрывается обратный клапан в кислородной линии разъёма и кислород начинает расходоваться из парашютного прибора.
Объединённый разъём коммуникаций — это стандартизированная переходная панель, расположенная на катапультном кресле, с помощью которой экипированный лётчик (член экипажа) подсоединяется к самолётным системам. Через ОРК подключаются самолётное переговорное устройство СПУ, кислородное оборудование, система кондиционирования СКВ высотно-компенсирующего костюма ВМСК и др.

## Эксплуатация
На аэродромах имеется стационарная или передвижная кислорододобывающая станция. Кислород получается из атмосферного воздуха путём его глубокого охлаждения, сжижения и разделения на азот и кислород. Заправка летательных аппаратов кислородом выполняется автомобильными кислородозаправочными станциями типа АКЗС-75 (газообразный под давлением) и транспортными резервуарами жидкого кислорода (жидкий кислород) ТРЖК-2У или ТРЖК-4М.